# 川合玉堂
川合 玉堂（かわい ぎょくどう、1873年〈明治6年〉11月24日 - 1957年〈昭和32年〉6月30日）は、明治・大正・昭和時代の日本で活動した日本画家。本名は 川合 芳三郎（かわい よしさぶろう）。画号は当初「玉舟（ぎょくしゅう）」、間もなく「玉堂」に改め、晩年は終の棲家と同名の「偶庵（ぐあん）」を別号として用いた。長男の真一は化学者で東京教育大学名誉教授。

## 来歴・人物
愛知県葉栗郡外割田村（現在の一宮市木曽川町外割田）にて、1873年（明治6年）11月24日、筆墨紙商の長男として生まれる。1881年（明治14年）、一家は岐阜市に移住する。絵には12歳頃から親しむようになったという。1886年（明治19年）、京都の画家・青木泉橋が岐阜に来住すると、夫人も翠蘋と号する美人画家で、芳三郎少年は青木夫妻の知遇を得て大いに刺激を受けたという。
1887年（明治20年）・14歳を迎える年の9月、青木泉橋の紹介状を持って京都に上り、四条派・望月玉泉の門に入り、「玉舟」の号を得る。1890年（明治23年）11月になると円山派・幸野楳嶺の画塾「大成義会」に入る。同年、『春渓群猿図』『秋渓群鹿図』の連作を第3回内国勧業博覧会に出品して早くも入選を果たすと、これを機に「玉堂」に改号した。

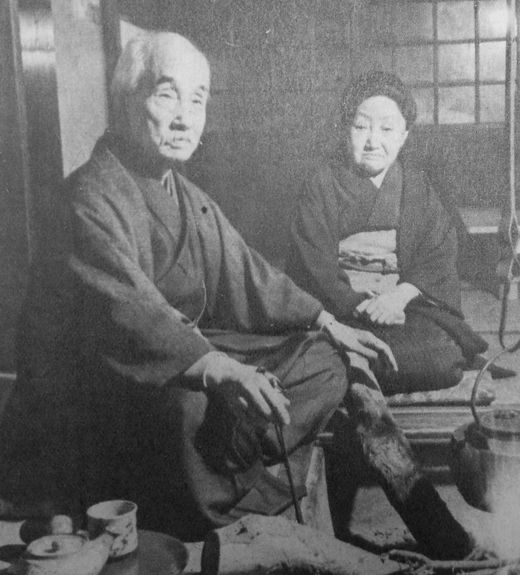
玉堂とその妻・とみ
1949年（昭和24年）撮影

1896年（明治29年）・23歳の時に上京して（東京へ移住して）橋本雅邦に師事する。岡倉覚三（天心）、雅邦、横山大観らの創立した日本美術院には1898年（明治31年）当初より参加。1900年（明治33年）頃からは私塾「長流画塾」を主宰している。1907年（明治40年）には第1回文展（第1回文部省美術展覧会。cf 日展#開催歴 ）の審査員に任命され、また、1915年（大正4年）からは東京美術学校日本画科教授、1917年（大正6年）6月11日には帝室技芸員に任じられ、日本画壇の中心的存在の一人となる。1931年（昭和6年）にはフランス政府からレジオンドヌール勲章を授与された。1933年（昭和8年）にはドイツ政府から赤十字第一等名誉章を授与された。1940年（昭和15年）には日本政府から文化勲章を授与された。
1936年（昭和11年）年、帝国美術院の改革案が平生文相から示されると反対の意思を示すために、横山大観らとともに美術院会員を辞任する。その後、1937年（昭和12年）に帝国美術院が改組して帝国芸術院として発足すると芸術院会員となった。

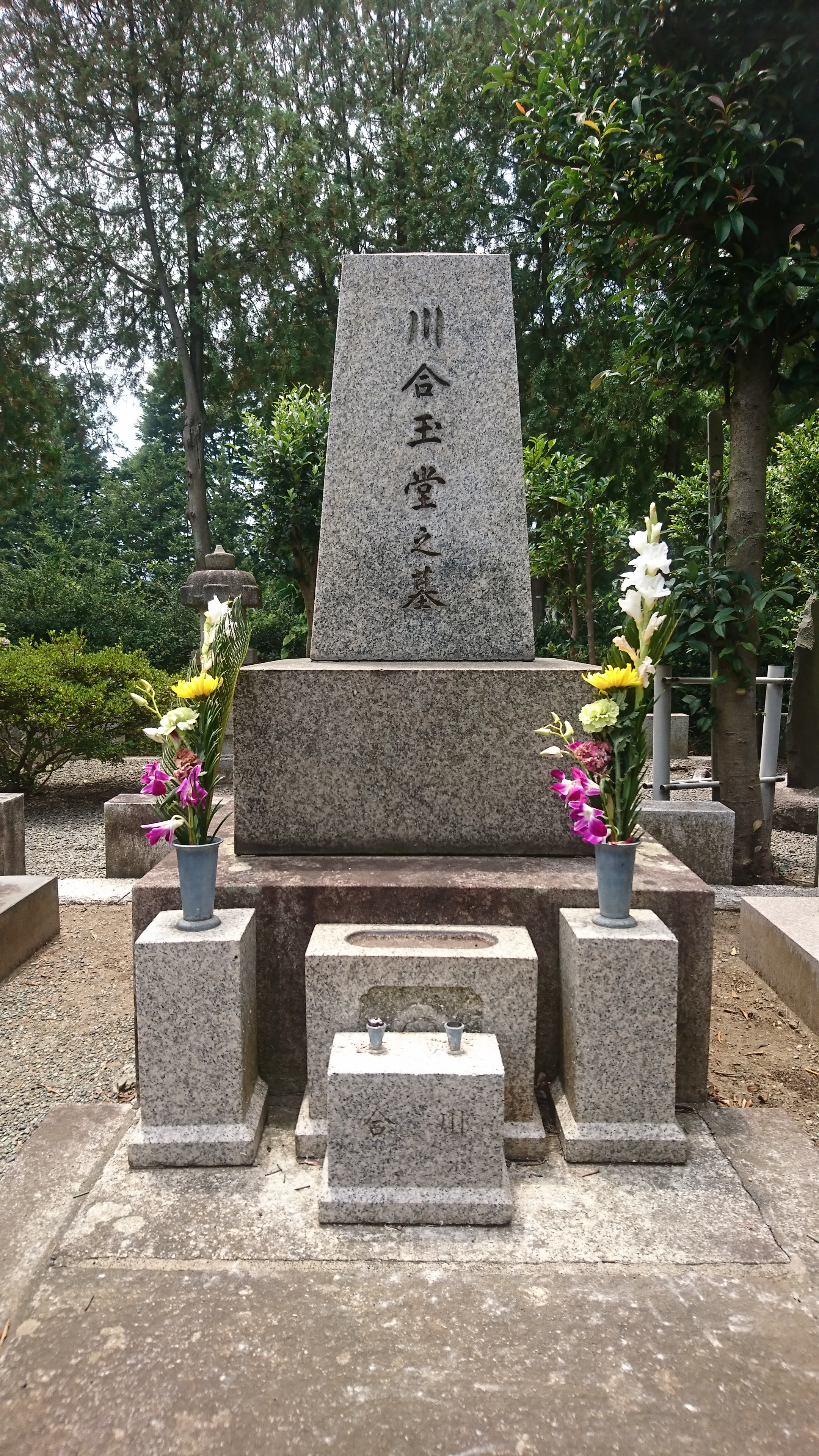
多磨霊園にある玉堂の墓

第二次世界大戦中の1944年（昭和19年）から香淳皇后の絵の指導役となる。同年、かねてより写生で頻繁に訪れていた東京都西多摩郡三田村御岳（現・青梅市御岳）に疎開し、住居を「偶庵（ぐあん）」、画室を「随軒（ずいけん）」と称した。戦後も同地の自然を愛する玉堂はそのまま定住し、同地にて1957年（昭和32年）6月30日、心臓喘息で死去した。正三位・勲一等旭日大綬章（没時叙勲）。
1955年（昭和30年）正月には宮中歌会始召人となり、下記の歌が詠まれた（御題「泉」による）
厳窪の泉ひとつをまだきより汲みきそひつつなごむひとむら
神奈川県横浜市金沢区富岡東5丁目には1917年（大正6年）頃に建設した別邸「二松庵」があり、横浜市指定有形文化財として月1回の一般公開もなされていたが、2013年（平成25年）10月16日に発生した火災で全焼してしまった。二松庵庭園は2016年（平成28年）11月4日付で横浜市の名勝に指定された。
日本の四季の山河と、そこで生きる人間や動物の姿を美しい墨線と彩色で描くことを得意とした。玉堂のもとには、長野草風、池田輝方、池田蕉園、松本姿水、山内多門、高橋玉淵、今中素友、田中針水、石渡風古ら多くの門人がいた。

## 玉堂美術館

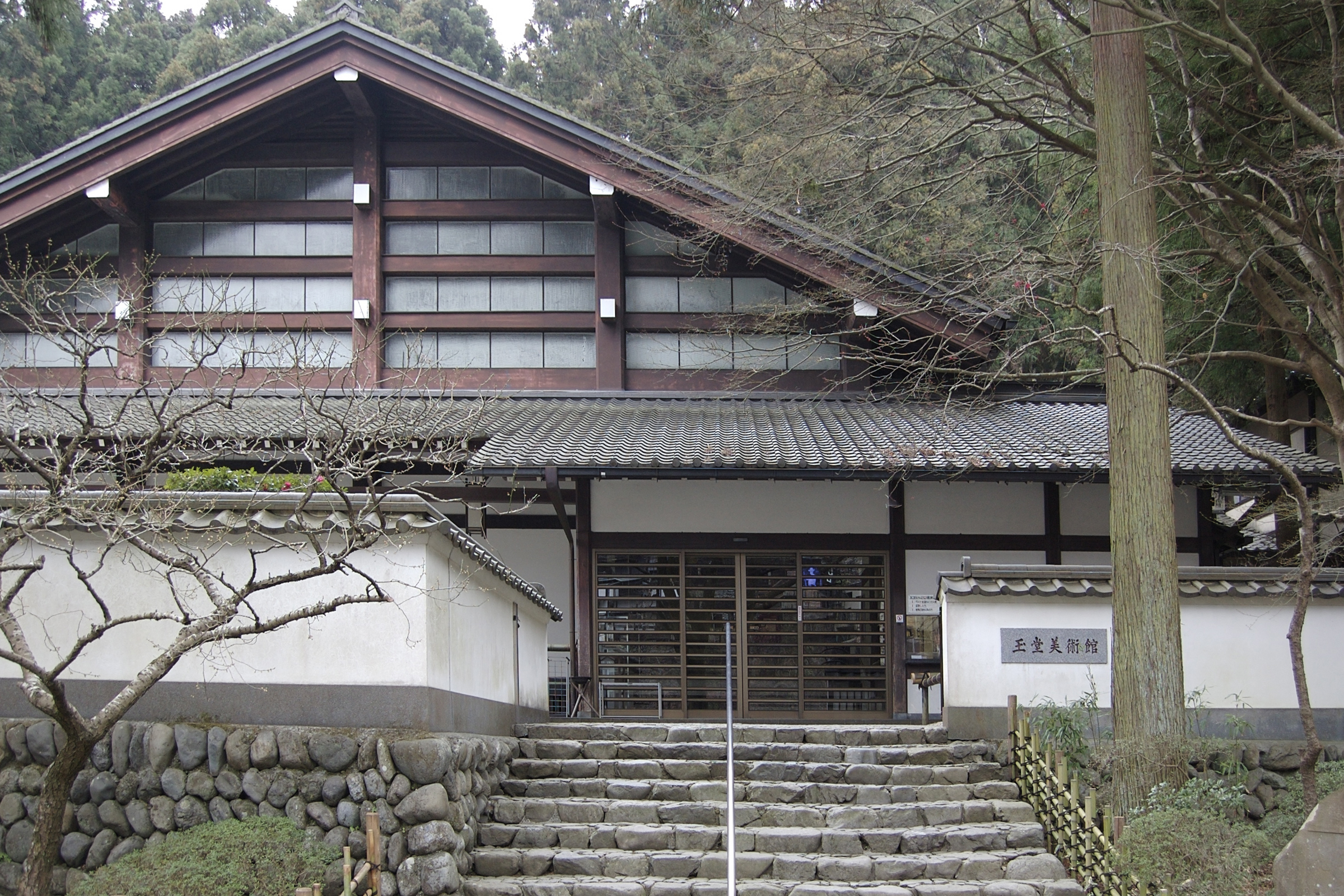
玉堂美術館

玉堂は、1944年（昭和19年）から死去する1957年（昭和32年）までを東京都西多摩郡三田村御岳（現・青梅市御岳）で過ごした。
玉堂の死後、画家がこの地で愛した御岳渓谷に美術館を設置しようという声があがった。香淳皇后の支援のもと、諸団体、地元有志、ならびに全国の玉堂ファンから多大な寄付を受け、死後4年を経た1961年（昭和36年）5月に玉堂美術館が開館した。

## 代表作品

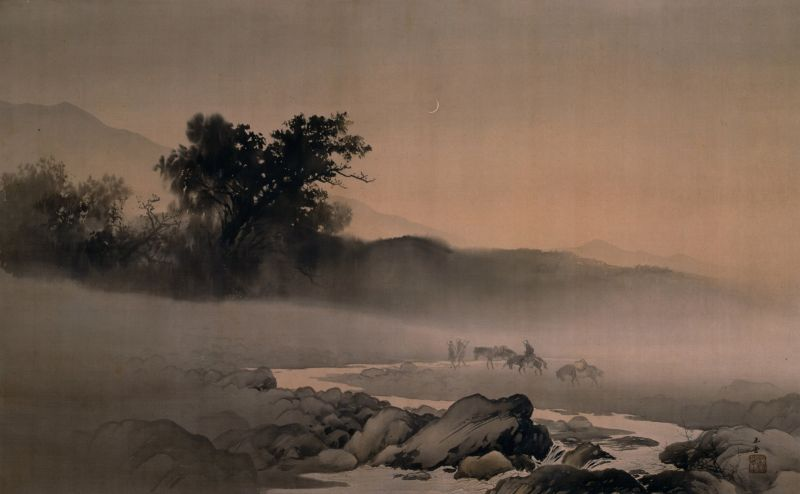
『二日月』

- 春渓群猿図（しゅんけいぐんえんず）及び 秋渓群鹿図（しゅうけいぐんかず）

1890年（明治23年）作。日本画。17歳を迎えるこの年、画号を「玉堂」に改めた後、係る連作を第3回内国勧業博覧会に出品し、初の入選を果たした。
- 家鴨（あひる）　[8]

1897年（明治30年）作。絹本著色、日本画。1幅。172.1cm×253.6cm。東京国立博物館所蔵。
| 『行く春』 （左隻） |  | （右隻） |
| 『行く春』 （左隻） |  | （右隻） |

- 二日月（ふつかづき）　（英題）New Moon　[9]

1907年（明治40年）作。絹本著色墨画。1幅。86.4cm×139.0cm。東京国立近代美術館所蔵（※画像参照）。
- 溪村春麓図（けいそんしゅんろくず）　[10]

1907年（明治40年）作。絹本著色墨画。150.5cm×85.0cm。広島県立美術館所蔵。
- 深山濃霧（しんざんのうむ）　[11]

1909年（明治42年）作。絹本著色墨画。1幅。224.2cm×142.4cm。東京国立博物館所蔵。
- 行く春（ゆくはる）　（英題）Parting Spring　[12][13][14]

1916年（大正5年）作。紙本著色六曲一双屏風。各183.0cm×390.0cm。
国の重要文化財。指定日：1971年（昭和46年）6月22日。指定番号：01660。指定名称：紙本著色行く春図 川合玉堂筆 六曲屏風 一双。所有者：国立美術館。保管施設：東京国立近代美術館。
「文化遺産オンライン」（文化庁サイト）の解説で玉堂の代表作の一つに挙げられている。桜の季節の長瀞の景勝を描く（画像参照）。「長瀞渓谷#長瀞と美術・文芸」にも詳説あり。
- 悠紀主基屏風（ゆきすき びょうぶ）

1928年（昭和3年）、山元春挙との合作。六曲ニ双屏風。東京国立博物館管理。
- 朝もや（あさもや）　（英題）Morning Mist　[16]

1938年（昭和13年）作。絹本著色墨画。軸・1幅。86.5cm×118.3cm。東京国立近代美術館所蔵。
- 溪山四時図屏風

1939年（昭和14年）作。六曲一双屏風。各168.7cm×373.8cm。東京国立博物館所蔵。
- 彩雨（さいう）　[17][18]

1940年（昭和15年）、67歳時の作。絹本著色墨画。1幅。87.7cm×116.7cm。東京国立近代美術館所蔵。「文化遺産オンライン」（文化庁サイト）の解説で玉堂の代表作の一つに挙げられている。
- 暮雪（ぼせつ）　[19]

『暮雪図』ともいう。1952年（昭和27年）作。紙本著色。1幅。125.0cm×30.7cm。池田コレクション。石川県七尾美術館所蔵。「文化遺産オンライン」（文化庁サイト）の解説で玉堂の代表作の一つに挙げられている。

## 栄典
- 1940年（昭和15年）11月10日 - 文化勲章[20]